# عروس هامپتی شارما
عروس هامپتی شارما (به هندی: Humpty Sharma Ki Dulhania) فیلمی است محصول سال ۲۰۱۴ و به کارگردانی ششانک کیتان است. در این فیلم بازیگرانی همچون وارون دهاوان، آلیا بات، اشوتوش رانا، سیدهارت شوکلا ایفای نقش کرده‌اند.
این فیلم نوعی باز سازی از فیلم داماد عاشق عروس را می برد شاهرخ خان است.

## خلاصه داستان
کاویا دختری از خانواده نسبتاً ثروتمند است که پدرش می‌خواهد او را بدون دیدن به پسری هندی مقیم به آمریکا دهد. کاویا برای عروسی اش نمی‌خواهد از لباس محلی استفاده کند، بلکه می‌خواهد طرح لباس عروسی اش مثل کارینا کاپور باشد، به خاطر اینکه دختر دایی اش دو و نیم لاک برای لباس عروسی داده او هم می‌خواهد لباس عروسی پنج لاکی بخرد ولی پدرش به خاطر پول زیادش نمی‌خرد و او هم می‌گوید: من به دهلی می‌روم حتی شده دزدی می‌کنم ولی این لباس عروس را می‌خرم. بعد هم گفت: کارهای بزرگ را در شهرهای بزرگ انجام می‌دهند و من تا عروسی دختردایی ام در دهلی می‌مانم. بعد در آنجا با پسری به نام همپی شارما روبرو می‌شود و …